# Surtees TS19
O  TS19  é o modelo da Surtees das temporadas de 1976, 1977 e 1978 da F1. Foi guiado por Brett Lunger, Alan Jones, Henri Pescarolo, Conny Andersson, Noritake Takahara, Hans Binder, Vittorio Brambilla, Larry Perkins, Patrick Tambay, Vern Schuppan, Tony Trimmer, Lamberto Leoni e Rupert Keegan.